# Line Røddik Hansen
Line Røddik Hansen (Kopenhagen, 31 januari 1988) is een Deens voetbalster die als verdediger speelt. Ze speelt voor Ajax en het Deens nationaal elftal.

## Clubcarrière
Røddik Hansen begon haar loopbaan in 2007 bij Skovlunde IF . Hetzelfde jaar vertrok ze naar Brøndby IF en met deze club werd Røddik Hansen in haar eerste seizoen landskampioen. Van 2010 tot 2015 speelde ze in Zweden bij eerst Tyresö FF (2010-2014) en vervolgens FC Rosengård (2014-2015). Met Tyresö FF werd Røddik Hansen in 2012 landskampioen en in 2014 was ze met de club verliezend finalist in de UEFA Women's Champions League. Na een half seizoen bij Olympique Lyon werd Røddik Hansen in 2016 gecontracteerd door FC Barcelona. In 2018 is ze overgegaan naar Ajax.

## Interlandcarrière
Røddik Hansen debuteerde op 25 februari 2006 tegen Zwitserland voor het Deens nationaal elftal. Inmiddels speelde ze meer dan honderd interlands. De verdedigster behoorde tot de Deense selectie voor het WK 2007 in China, maar kwam op dit toernooi niet tot spelen. Røddik Hansen was basisspeelster op het EK 2009 in Finland. Ook voor het EK 2013 in Zweden werd ze geselecteerd. Na dit toernooi werd Røddik Hansen aanvoerder van het Deense elftal. Ze speelde op 17 september 2015 tegen Roemenië haar honderdste interland. In 2017 speelde ze op het Europees kampioenschap in Nederland. Røddik Hansen verloor in de finale met Denemarken van Nederland. 

## Statistieken
| Seizoen | Club               | Land      | Competitie        | Wedstrijden | Doelpunten |
| ------- | ------------------ | --------- | ----------------- | ----------- | ---------- |
| 2014    | FC Rosengård       | Zweden    | Damallsvenskan    | 5           | 0          |
| 2015    | FC Rosengård       | Zweden    | Damallsvenskan    | 12          | 0          |
| 2015/16 | Olympique Lyonnais | Frankrijk | Franse competitie | 4           | 0          |
| 2017/18 | Barcelona          | Spanje    | Primera División  | 3           | 1          |
| 2018/19 | Ajax               | Nederland | Eredivisie        | 8           | 2          |
| Totaal  | Totaal             | Totaal    | Totaal            | 125         | 12         |

Bijgewerkt op 13 dec 2018